# Google Trung Quốc
Google China (谷歌, bính âm: Gǔgē) là 1 công ty con của Google, Inc., công ty công cụ tìm kiếm Internet lớn nhất thế giới. Google Trung Quốc xếp thứ 2 về công cụ tìm kiếm ở Cộng hòa nhân dân Trung Hoa, sau Baidu. Vào ngày 22 tháng 3 năm 2010, Google bắt đầu chuyển hướng tất cả các tìm kiếm của google.cn sang google.com.hk (Google Hong Kong), để cho các kết quả tìm kiếm không bị kiểm duyệt bằng tiếng Trung Quốc giản thể. Tuy Hồng Kông thuộc Cộng hòa Nhân dân Trung Hoa nhưng theo hiệp ước quốc tế, Hồng Kông có luật pháp độc lập không chịu ràng buộc với luật pháp tại đại lục, bao gồm cả việc hạn chế tự do thông tin và kiểm duyệt Internet.

## Các mốc thời gian của Google Trung Quốc
- 2005: Giao diện tiếng Trung được phát triển tại trang google.com.
- 2006: Đưa vào hoạt động google.cn với các tìm kiếm bị kiểm duyệt.
- Tháng 3 năm 2009-nay: Trung Quốc chặn truy cập vào YouTube (thuộc sở hữu của Google).
- Tháng 12 năm 2009: Google phát hiện các vụ tấn công mạng xuất phát từ Trung Quốc.[4]
- Tháng 1 năm 2010: Google tuyên bố sẽ không kiểm duyệt các kết quả tìm kiếm và có thể rút hoạt động tìm kiếm ra khỏi Trung Quốc
- Ngày 23 tháng 3 năm 2010: Google chuyển hướng các kết quả tìm kiếm sang Google Hong Kong.[5][6]

## Lịch sử
Google Trung Quốc được thành lập từ năm 2005 và từ đó đến ngày 4 tháng 9 năm 2009, được lãnh đạo bởi Lý Khai Phục, một cựu lãnh đạo của Microsoft và là người điều hành và sáng lập Microsoft Research Asia. Microsoft đã kiện Google và Kai-Fu Lee về việc Kai-Fu Lee sang Google, nhưng sau đó vụ việc đã được giải quyết một cách bí mật. Sau 4 năm điều hành Google, Lý Khai Phục thông báo một cách bất ngờ về việc ông bắt đầu điều hành một quỹ đầu tư mạo hiểm, giữa lúc tình hình kiểm duyệt gắt gao của chính phủ Trung Quốc và sự tuột dốc của Google đẩy thị phần vào tay đối thủ Baidu.
Trụ sở ban đầu của Google ở NCI Tower, Bắc Kinh và sau đó được chuyển tới Công viên khoa học Thanh Hoa vào đầu năm 2006. Các văn phòng mới nhất được sử dụng từ tháng 9 năm 2006. Đó là tòa nhà 10 tầng nằm ở Công viên khoa học Thanh Hoa, gần phía nam trường đại học Thanh Hoa.
Vào ngày 23 tháng 3 năm 2010 lúc 3 am Giờ Hong Kong (UTC+8), Google bắt đầu chuyển hướng các tìm kiếm từ Google.cn sang Google.com.hk.